# Sean Gardner
Pour les articles homonymes, voir Gardner.
Sean Gardner, né le 5 janvier 1994 à Richmond (Virginie), est un coureur cycliste américain.

## Biographie
Sean Gardner est originaire de  Richmond, une commune située dans l'État de Virginie. Il commence le cyclisme durant ses années universitaires après avoir pratiqué la course à pied et le triathlon,
En 2020, il établit un nouveau record dans l'Everesting. Deux ans plus tard, il se distingue en remportant le classement général du Tour of the Gila. Il s'agit de son premier succès obtenu sur une compétition inscrite au calendrier de l'UCI. La même année, il termine neuvième de la Joe Martin Stage Race. 

## Palmarès et résultats

### Par année
- 2015
  - Tour of Tucker County
- 2016
  - James Beazell Wintergreen Ascent
- 2018
  - 2e étape du Johnson City Omnium (contre-la-montre)
- 2019
  - James Beazell Wintergreen Ascent
- 2022
  - Classement général du Tour of the Gila

### Classements mondiaux
| Année                                 | 2022  |
| ------------------------------------- | ----- |
| Classement mondial                    | 1101e |
| UCI America Tour                      | 134e  |
|                                       |       |
| Légende : nc = non classéSource : UCI |       |